# Cídipe (sacerdotisa)

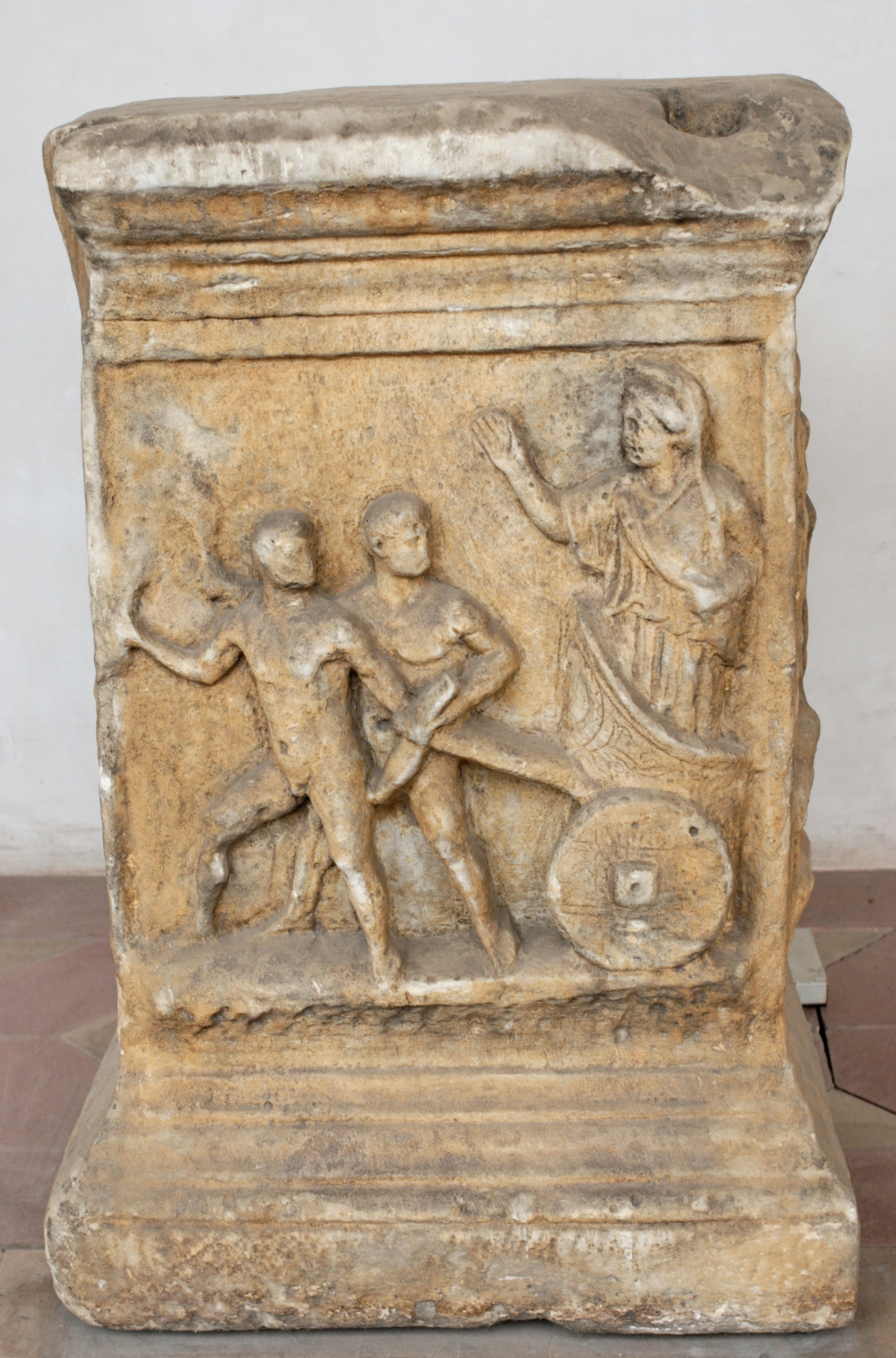
Altar romano, de época imperial, en mármol, con un relieve que representa la escena de Cleobis y Bitón tirando del carro de su madre Cídipe.

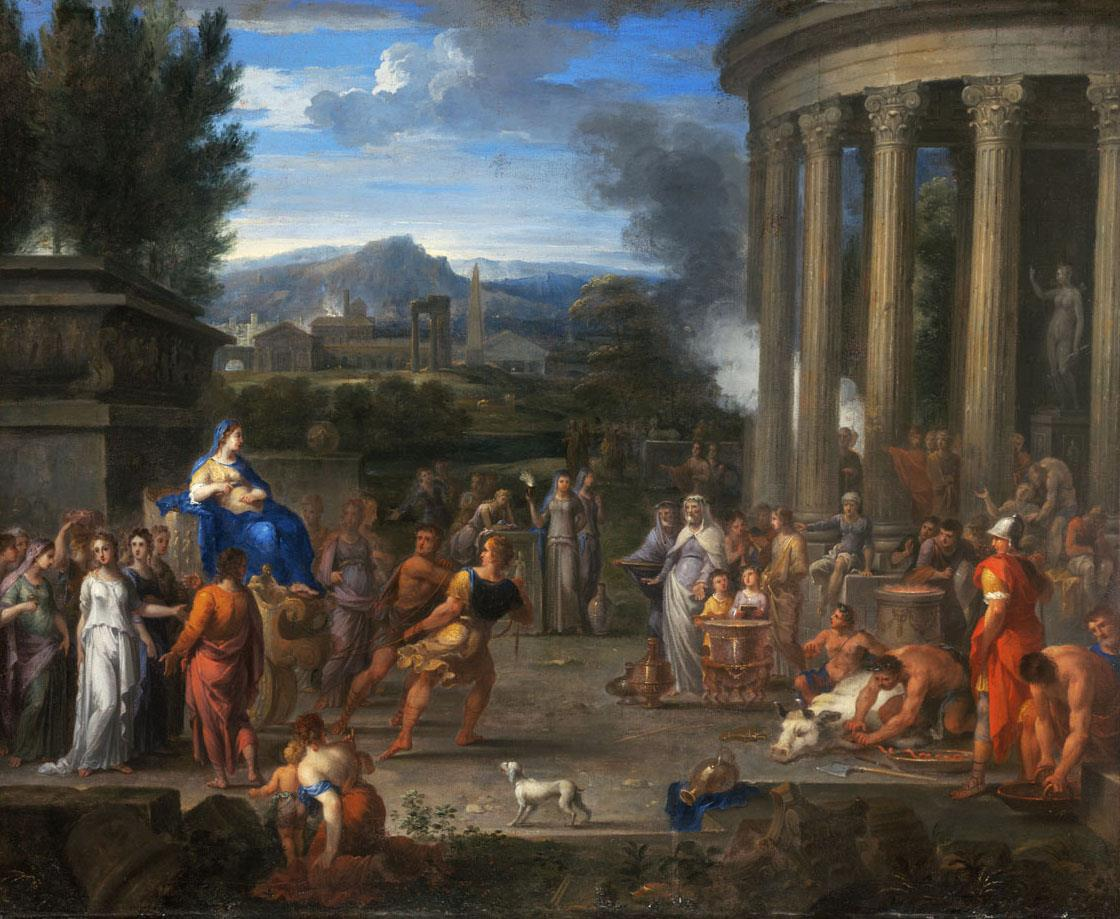
Óleo de Nicolas Loir, 1649. Representa la llegada al templo de Hera.

En la mitología griega, Cídipe era una sacerdotisa de Hera famosa por ser madre de los gemelos Cleobis y Bitón. Estos destacaban por su fuerza y por ser, se decía, los hombres más felices en la Tierra después de Telo de Atenas. 
En una ocasión en que su madre debía acudir a un festival de Hera en Argos, Cleobis y Bitón no esperaron a que los bueyes regresaran de las labores agrarias y arrastraron ellos mismos el carro de su madre la larga distancia que los separaba de la ciudad. Entonces Cídipe, impresionada por la devoción de sus hijos, pidió a Hera que les concediese el mejor regalo que se le pudiera dar a un mortal. Esa noche Cleobis y Bitón murieron mientras dormían, pues se entendía que la muerte en la cúspide de la virtud era lo mejor que les podía pasar a los humanos.